# Заліщицький деканат УГКЦ
Заліщицький деканат (протопресвітеріат) Бучацької єпархії УГКЦ — релігійна структура УГКЦ, що діє на території Тернопільської області України.

## Декани
- о. Іван Головацький — ?—1864;
- о. Федір Лісевич — 1864—1973;
- о. Іван Залуцький — 1973—?;
- о. Ярослав Шмиглик — на цей час.

## Парафії деканату
| Парафії                                     | Населені пункти |
| ------------------------------------------- | --------------- |
| Святого архістратига Михаїла                | с. Бедриківці   |
| Святого апостола Івана Богослова            | с. Блищанка     |
| Усікновення голови святого Івана Хрестителя | с. Вигода       |
| Покрови Пресвятої Богородиці                | с. Виноградне   |
| Різдва святого Івана Хрестителя             | с. Глушка       |
| Святого архістратига Михаїла                | с. Городок      |
| Христа Царя                                 | с. Добрівляни   |
| Святого священномученика Йосафата           | с. Дунів        |
| Різдва Пресвятої Богородиці                 | с. Дуплиська    |
| Трьох Святих                                | м. Заліщики     |
| Покрови Пресвятої Богородиці                | м. Заліщики     |
| Пресвятого Серця Христового                 | м. Заліщики     |
| Святого великомученика Димитрія             | с. Зелений Гай  |
| Успіння Пресвятої Богородиці                | с. Зозулинці    |
| Перенесення мощей Святого Миколая           | с. Іване-Золоте |
| Успіння Пресвятої Богородиці                | с. Колодрібка   |
| Святого великомученика Димитрія             | с. Кулаківці    |
| Покрови Пресвятої Богородиці                | с. Лисичники    |
| Святого архистратига Михаїла                | с. Печорна      |
| Перенесення мощей Святого Миколая           | с. Синьків      |
| Святих верховних апостолів Петра і Павла    | с. Ставки       |
| Благовіщення Пресвятої Богородиці           | с. Торське      |
| Воздвиження Чесного Хреста Господнього      | с. Угриньківці  |
| Усікновення голови святого Івана Хрестителя | с. Хартонівці   |
| Вознесіння Господнього                      | с. Щитівці      |